# Ісаїв Петро
Ісаїв Петро-Маркіян (26 січня 1905, с. Ліски, нині: село Коломийського району Івано-Франківської області — 23 лютого 1973, м.Філадельфія, США) — український історик, журналіст, видавець, педагог, пластун, громадський діяч української діаспори. Доктор філософії (1947), дійсний член Наукового товариства імені Шевченка. Почесний професор історії України Українського Католицького Університету імені Климента Папи у Римі, член Українського історичного товариства, Товариства українських письменників і журналістів, Американського історичного товариства та Американської історичної асоціації.

## Життєпис
Народився в сім'ї греко-католицького священика о. Івана Ісаєва і Ольги Филипів. Батько був парохом с. Лісок, а згодом — у с. Крихівцях поблизу Станиславова (нині: Івано-Франківськ).
Закінчив українську гімназію у Станиславові. У 1923/1924 навчальному році був курінним «11-го Пластового Куреня імені Гетьмана Івана Мазепи».
У 1925–1931 рр. вивчав історію і філософію у Львівському університеті. Під час навчання редагував пластовий журнал-місячник «Молоде життя» (1927–1929). Був одним з організаторів Товариства українських студентів-католиків «Обнова», яке очолив 1930 р.
1931 р. здобув ступінь магістра філософії за дослідження «Канонічний процес поляків з хрестоносцями».
Після закінчення університету вчителював у гімназіях Львова, редагував літературно-науковий журнал-місячник «Дзвони» та писав популярні праці на історичні теми. Одна з них — «Українські визвольні змагання» опублікована 1930 р. За редакторства П. Ісаєва у «Дзвонах» активно друкувалися знані богослови, мислителі, науковці і літературні критики — Микола Конрад, Гавриїл Костельник, Йосип Сліпий, Микола Чубатий, Володимир Залозецький, Василь Кучабський, Микола Гнатишак, Євген-Юлій Пеленський, Костянтин Чехович. Журнал виробив власну консервативно-ідеалістичну культурологічну та суспільно-філософську концепції, зокрема, спираючись на історіософські праці В'ячеслава Липинського, згуртував гроно провідних тогочасних письменників: Василя Пачовського, Уляну Кравченко, Наталену Королеву, Катрю Гриневичеву, Уласа Самчука, Юрія Липу, Оксану Лятуринську.
У 1940–1941 рр. викладав в Українській державній гімназії в Ярославі, одночасно виконуючи обов'язки шкільного референта Українського допомогового комітету. Згодом став керівником шкільного відділу в Українському Центральному Комітеті у Кракові, редагував журнал «Українська школа» (1942–1943).
У 1945–1949 рр. (з однорічною перервою) викладав в українській таборовій гімназії у Німеччині. 1947 р. на основі дисертаційного дослідження «Історія українського шкільництва у Ґенеральній губернії» отримав ступінь доктора філософії Українського Вільного Університету в Мюнхені. У тому ж навчальному закладі в 1947–1948 рр. викладав історію. Був редактором журналу «Українська школа» (1947–1948), дописував до тижневика «Християнський Голос» у Мюнхені.
Від 1949 р. — у США, де редагував тижневик «Шлях» (1949–1963). Вчителював у суботній школі українознавства та в Українському Католицькому Університеті (1962–1968), у парафіяльній школі св. о. Миколая (1965–1966). Був керівником Українського педагогічного інституту в Організаційній системі Шкільної ради Українського Конґресового Комітету Америки та Учительської громади.
Стараннями П. Ісаєва і Шкільної ради 1966 р. у Нью-Йорку було опубліковано «Історію України» Івана Крип'якевича, яку він відредагував, доповнив і додав примітки.
За багатолітню наукову й громадську працю обраний почесним професором історії України Українського Католицького Університету імені Климента Папи у Римі.
Дійсний член Наукового Товариства імені Тараса Шевченка, Українського Історичного Товариства, Американського історичного товариства та Американської історичної асоціації.
Станичний УПС у м. Філадельфії. Член Третього Куреня УПС «Лісові Чорти».

### Наукові праці
- «Пласт на Великій Україні» (1927);
- «Берестейська Унія» (1946);
- «Звідки Русь-Україна прийняла християнство» (1952);
- «Флорентійська Унія» (1956);
- «Меморандум Митрополита Андрея Шептицького до урядів центральних держав з 15 серпня 1914 р.» (1968);
- «Важливість Берестейської Унії в історії України» (1970);
- «Історія Перемиського єпископства східного обряду» (1970);
- «Роля Візантії в упадку української державности» (1974);
- «Причини упадку української держави в княжі і козацькі часи: праці Греко-Католицької Богославської Академії. Т. XL. / П. Ісаїв. — Рим: Укр. Катол. ун-т ім. Св. Климента Папи, 1975. — 211 с.» [Архівовано 29 липня 2017 у Wayback Machine.]

## Сім'я
Петро Ісаїв був одружений з Ярославою Стефанією Конрад, дочкою блаженного Миколи Конрада, мав з нею четверо дітей: Всеволода В'ячеслава, Юрія, Іринея та Ольгу.